# أشخاص جميلون (مسلسل)
أشخاص جميلون (بالإنجليزية: Beautiful People)‏ مسلسل من نوع دراما مراهقين \ كوميدي عرض على قناة ABC Family من عام 2005 وانتهى في عام 2006 بسبب الإلغاء، حيث عرضت منه 16 حلقة فقط بسبب التقييمات المنخفضة على الرغم من الشهرة الكبيرة التي اكتسبها.

## روابط خارجية
- أشخاص جميلون على موقع IMDb (الإنجليزية)
- أشخاص جميلون على موقع ميتاكريتيك (الإنجليزية)
- أشخاص جميلون على موقع كينوبويسك (الروسية)
- أشخاص جميلون على موقع ألو سيني (الفرنسية)
- أشخاص جميلون على موقع قاعدة بيانات الفيلم (الإنجليزية)